# Лощина (роман)
«Лощи́на» (англ. The Hollow) — детективный роман Агаты Кристи, впервые опубликованный издательством Collins Crime Club в Великобритании и издательством Dodd, Mead and Company в США в 1946 году. Роман из серии произведений Агаты Кристи об Эркюле Пуаро. На русском языке издавался также под названием «Смерть в бассейне» («Смерть у бассейна»). Кристи посвятила книгу Ларри и Данде с извинениями за то, что она использовала их бассейн в качестве места преступления.

## Сюжет
Эксцентричная леди Люси Энгкейтл, владелица поместья Лощина, приглашает к себе доктора Кристоу и его жену Герду. У Джона Кристоу роман со скульптором Генриеттой Савернэйк, которая к тому же оказывается отличным импровизатором. Джон с ностальгией вспоминает свою первую любовь, Веронику Крэй. Неожиданно она появляется в доме Энгкейтлов в субботу по незначительному поводу. Вероника живёт в одном из соседних коттеджей. Другой такой коттедж занимает Эркюль Пуаро, приглашённый в имение Энгкейтлов на ланч в воскресенье. Джон и Вероника уходят вместе, а возвращается лишь ночью.
Пуаро прибывает в имение на следующий день и застаёт странную сцену. Герда стоит с револьвером в руке над окровавленным телом Джона, а Люси, Генриетта и Эдвард стоят поодаль в застывшей позе. Казалось бы, очевидно, что Герда — убийца, но Генриетта выхватывает у неё револьвер и «случайно» роняет его в бассейн. Прямые улики исчезают. Позднее будет установлено, что тот пистолет, который держала Герда — не тот, из которого убит Джон, а значит, у неё железное алиби. Пуаро начинает своё расследование убийства доктора Джона Кристоу.

## Персонажи романа
- Эркюль Пуаро — бельгийский сыщик
- Инспектор Грэндж — следователь по делу
- Джон Кристоу — врач с Харли-стрит
- Герда Кристоу — жена Джона
- Сэр Генри Энгкейтл — владелец поместья Лощина
- Леди Люси Энгкейтл — жена Генри, владелица поместья Лощина
- Эдвард Энгкейтл — кузен Генри, долгие годы влюблённый в Генриетту
- Мидж Хардкасл — юная кузина Люси
- Дэвид Энгкейтл — студент
- Генриетта Савернэйк — скульптор
- Вероника Крэй — актриса, эгоистичная красивая молодая женщина
- Гедеон — дворецкий

## Литературная критика
В газете «The Observer» 1 декабря 1946 года была опубликована короткая рецензия на роман: «Агата Кристи, на фоне хитроумного и весьма эмоционального сюжета, „застрелила“ врача-волокиту. К разгадке приходит довольно подавленный Пуаро. Отличная двойная ловушка в конце».

## Экранизации и театральные адаптации
Агата Кристи положила роман в основу одноимённой пьесы, успешно поставленной на сцене в 1951 году. Главным изменением сюжетной линии стало отсутствие среди героев Эркюля Пуаро. 
В 2004 году роман был экранизирован в рамках британского телесериала «Пуаро Агаты Кристи» с Дэвидом Суше в главной роли. Данная экранизация очень близка к оригиналу.